# Polytribax xanthopterus
Polytribax xanthopterus är en stekelart som först beskrevs av Szepligeti 1910.  Polytribax xanthopterus ingår i släktet Polytribax och familjen brokparasitsteklar. Inga underarter finns listade i Catalogue of Life.